# Josef Klíma (1911)
Josef Klíma (3 giugno 1911 – Karlovy Vary, 16 febbraio 2007) è stato un cestista cecoslovacco.
Era il padre di Josef Klíma jr.

## Carriera
Disputò tre partite per la nazionale cecoslovacca alle Olimpiadi estive del 1936.